# Fontein van het Zeepaard

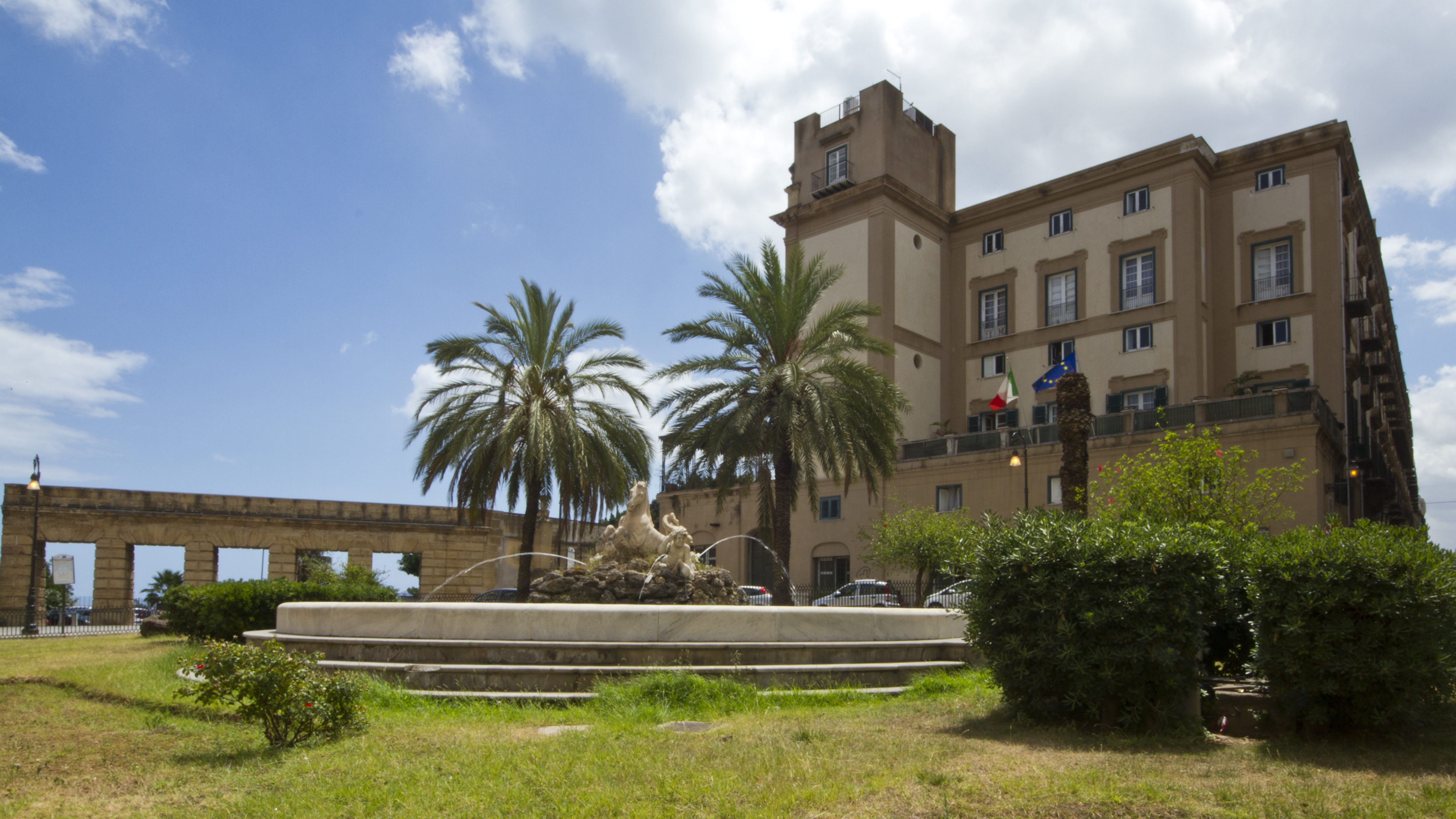
Piazza Spirito Santo

De Fontein van het Zeepaard, in het Italiaans Fontana del Cavallo Marino, is een fontein in Palermo, hoofdstad van het Italiaanse eiland Sicilië. De beeldhouwer was Ignazio Marabitti (1719-1797), een Palermitaans kunstenaar.

## Beschrijving
De 18e-eeuwse Fontein van het Zeepaard staat op de 19e-eeuwse Piazza Santo Spirito die zich in het centrum van Palermo bevindt, nabij de Porta Felice. De fontein bestaat uit wit marmer. Het is samengesteld uit een zeepaard, een drietand en twee putti die elk een schelp vasthouden.

## Historiek
In de tweede helft van de 18e eeuw beeldhouwde Marabitti deze fontein voor de tuin van de prinsen van Paterno. Het ging om de verfraaiing van een villa op het domein van hun stadspaleis geheten Palazzo Ajutamicristo. De zaken van de prins van Paterno gingen kennelijk zo slecht dat hij de marmeren fontein verkocht aan de stad Palermo. Deze deed er een eeuw verder niets mee.
Ten gevolge van de aardbeving van 5 maart 1823 stortte de kerk Chiesa di San Nicolò alla Kalsa in; deze 14e-eeuwse kerk droeg ook de naam Chiesa dei Latini of Chiesa dei Franchi. De ruïnes van de kerk en de errond gelegen gebouwen bleven jaren verder verkommeren. In de jaren 1860 besliste het stadsbestuur de ruïnes af te breken om het plein Santo Spirito aan te leggen. Vervolgens liet de stad de Fontein van het Zeepaard hierheen slepen. In 1879 was deze fontein dan ook het sluitstuk van de aanleg van het plein Santo Spirito.
Tijdens de Tweede Wereldoorlog werd de Fontein van het Zeepaard opgeborgen in een magazijn en bleef alzo gespaard van bombardementen. In de jaren 1970 werd een restauratie uitgevoerd.